# Olympische Sommerspiele 1896/Fechten – Säbel (Männer)
Der Wettkampf der Männer im Säbelfechten bei den Olympischen Spielen 1896 in Athen fand am 9. April im Zappeion statt.
Olympiasieger wurde der Grieche Ioannis Georgiadis.
Beim Wettkampf im Säbelfechten lag der Österreicher Adolf Schmal bereits mit zwei Siegen in Führung, als der griechische König Georg I. ins Stadion kam. Um diesem die Beobachtung des gesamten Turniers zu ermöglichen, wurden alle Wettkämpfe annulliert und neu ausgetragen. In diesem zweiten Durchgang verlor Schmal die beiden Kämpfe und wurde letztlich Vierter.

## Ergebnisse
| Rang | Nation       | Athlet               | TR | GT | S | N |
| ---- | ------------ | -------------------- | -- | -- | - | - |
| 1    | Griechenland | Ioannis Georgiadis   | 12 | 5  | 4 | 0 |
| 2    | Griechenland | Tilemachos Karakalos | 10 | 5  | 3 | 1 |
| 3    | Dänemark     | Holger Nielsen       | 10 | 9  | 2 | 2 |
| 4    | Österreich   | Adolf Schmal         | 7  | 11 | 1 | 3 |
| 5    | Griechenland | Georgios Iatridis    | 3  | 12 | 0 | 4 |

| Kampf | Begegnung            | Begegnung            | Treffer |
| ----- | -------------------- | -------------------- | ------- |
| 1     | Tilemachos Karakalos | Adolf Schmal         | 3-0     |
| 2     | Ioannis Georgiadis   | Georgios Iatridis    | 3-0     |
| 3     | Tilemachos Karakalos | Holger Nielsen       | 3-2     |
| 4     | Ioannis Georgiadis   | Adolf Schmal         | 3-2     |
| 5     | Holger Nielsen       | Georgios Iatridis    | 3-1     |
| 6     | Ioannis Georgiadis   | Tilemachos Karakalos | 3-1     |
| 7     | Adolf Schmal         | Georgios Iatridis    | 3-2     |
| 8     | Ioannis Georgiadis   | Holger Nielsen       | 3-2     |
| 9     | Tilemachos Karakalos | Georgios Iatridis    | 3-0     |
| 10    | Holger Nielsen       | Adolf Schmal         | 3-2     |